# Луи-Дрейфус, Маргарита
Маргарита Луи-Дрейфус (урождённая Маргарита Олеговна Богданова; род. 1 июня 1962, Ленинград) — французская предпринимательница, одна из богатейших женщин Европы с состоянием в 3,4 миллиарда долларов, самая богатая русская женщина в мире, гражданка Швейцарии. Бывшая владелица контрольного пакета акций футбольной команды «Олимпик» из Марселя. Председатель совета директоров конгломерата Louis Dreyfus Company. Унаследовала состояние своего мужа бизнесмена Робера Луи-Дрейфуса после его смерти.

## Биография
Родилась в 1962 году в небогатой семье в Ленинграде. Её родители, по словам самой Луи-Дрейфус, погибли в аварии поезда, когда ей было менее 10 лет. Петербургское интернет-издание «Фонтанка» в 2016 году провело собственное расследование, согласно которому родители Луи-Дрейфус — неоднократно судимые Олег Иванов и Наталья Богданова, в 1966 году были арестованы, уже к тому времени Луи-Дрейфус оказалась в детском доме.
В 1980-е годы вышла замуж за швейцарского студента и переехала в Цюрих. Работала в качестве ассистента в бизнес-фирме. В 1989 году познакомилась с Робером Луи-Дрейфусом, за которого вышла замуж 15 мая 1992 года. Имеет троих детей. В 1992 году родился Эрик, а в 1998 году — близнецы Морис и Кирилл. Знает пять языков: русский, французский, итальянский, английский и немецкий. Когда Робер Луи-Дрейфус, умер от лейкемии 4 июля 2009 года, она унаследовала семейную компанию «Louis Dreyfus Group», основанную в 1851 году, а также футбольный клуб «Олимпик» (Марсель). В настоящее время Маргарита состоит в фактическом браке с банкиром Филиппом Гильденбрандом. У пары есть дочери-близнецы — Арина Гильденбранд и Изабелла Гильденбранд (род. 20 марта 2016). В 2022 году Маргарита и Филипп расстались.
В ноябре 2020 года состояние Луи-Дрейфус оценивалось Forbes в 5,6 млрд долларов. Тогда же стало известно, что Луи-Дрейфус, владевшая 96 % акций зернового трейдера Louis Dreyfus Group, достигла соглашения о продаже 45 % компании суверенному фонду ADQ Абу-Даби. Цель — погасить долги суммой около 1 млрд долларов, образовавшиеся при объединении активов после смерти мужа.